# ایموجن پوتس
ایموجن گی پوتس (به انگلیسی: Imogen Gay Poots؛ زادهٔ ۳ ژوئن ۱۹۸۹)بازیگر و مدل بریتانیایی که عمده شهرتش در فیلم ترسناک پسا آخرالزمانی ۲۸ هفته بعد بود.

## زندگی‌نامه
پوتس در بیمارستان ملکه شارلوت و چلسی در هامرسمیت لندن زاده شد. پدرش تروور پوتس، تهیه‌کننده تلویزیونی امور جاری از بلفاست ایرلند شمالی، و مادر وی فیونا گودال، روزنامه‌نگار و کارگر داوطلب از بولتون، انگلستان است. او یک برادر بزرگتر به نام الکس دارد که یک مدل است.
پوتس که در چیسویک، غرب لندن بزرگ شد، به‌طور خصوصی تحصیل کرد و در مدرسه دخترانه Bute House در بروک گرین، مدرسه Queen's Gate در جنوب کنزینگتون، و Latymer Upper School در همرزمیت تحصیل می‌کرده‌است. در حالی که قصد داشت جراح دامپزشکی شود، شنبه‌ها را در یک کارگاه بداهه نوازی که توسط شرکت تئاتر جوان خون در استودیو ریورساید در هامرسمیت برگزار می‌شد، سپری کرد. او آرزوی اصلی شغلی خود را پس از غش کردن با مشاهده جراحی دامپزشکی در طول تجربه کاری رها کرد. او با کسب سه درجه A در سطح A، در سال ۲۰۰۸ در مؤسسه هنر کورتولد موفق شد، اما برای ادامه حرفه بازیگری خود، آن را به مدت دو سال به تعویق انداخت.
پوتس از سال ۲۰۱۸ با بازیگر جیمز نورتون رابطه داشته‌است. آنها نامزدی خود را در سال ۲۰۲۲ اعلام کردند.

## فیلم‌شناسی

### فیلم
| سال  | عنوان                            | نقش                       | یادداشت        |
| ---- | -------------------------------- | ------------------------- | -------------- |
| ۲۰۰۶ | وی مثل وندتا                     | Young Valerie             |                |
| ۲۰۰۷ | پشیمانی‌های خانم آستین            |                           |                |
| ۲۰۰۷ | ۲۸ هفته بعد                      | تامی هریس                 |                |
| ۲۰۰۷ | Wish                             | جین                       | فیلم کوتاه     |
| ۲۰۰۸ | Miss Austen Regrets              | Fanny Knight              | فیلم تلویزیونی |
| ۲۰۰۸ | من و اورسن ولز                   | Lorelei Lathrop           |                |
| ۲۰۰۹ | کراکز                            | Poppy                     |                |
| ۲۰۰۹ | بیداری مدیسون                    | الکسیس                    |                |
| ۲۰۰۹ | مرد منزوی                        | Allyson Karsch            |                |
| ۲۰۱۰ | سنچوریون                         | Arianne                   |                |
| ۲۰۱۰ | اتاق گفتگو                       | اوا                       |                |
| ۲۰۱۰ | Christopher and His Kind         | Jean Ross                 | فیلم تلویزیونی |
| ۲۰۱۱ | جین ایر                          | Blanche Ingram            |                |
| ۲۰۱۱ | شب وحشت                          | Amy Peterson              |                |
| ۲۰۱۱ | روشنایی می‌آید                    | Mary Bright               |                |
| ۲۰۱۲ | یک کوارتت دیرهنگام               | Alexandra Gelbart         |                |
| ۲۰۱۳ | سلام از تیم باکلی                | Allie                     |                |
| ۲۰۱۳ | جیمی: همه‌چیز کنار من است         | Linda Keith               |                |
| ۲۰۱۳ | کثافت                            | Amanda Drummond           |                |
| ۲۰۱۳ | نگاه عشق                         | Debbie Raymond            |                |
| ۲۰۱۴ | آن لحظه مزخرف                    | Ellie                     |                |
| ۲۰۱۴ | مسیر طولانی سقوط                 | Jess Crichton             |                |
| ۲۰۱۴ | جنون سرعت                        | Julia Maddon              |                |
| ۲۰۱۴ | اونجوری بامزه است                | Isabella "Izzy" Patterson |                |
| ۲۰۱۵ | شوالیه جام‌ها                     |                           |                |
| ۲۰۱۵ | اتاق سبز                         | Amber                     |                |
| ۲۰۱۵ | A Country Called Home            | Ellie                     |                |
| ۲۰۱۶ | فرانک و لولا                     | Lola                      |                |
| ۲۰۱۶ | ستاره‌های پاپ: هرگز متوقف نمی‌شوند | Ashley                    |                |
| ۲۰۱۶ | Killing for Love                 | Elizabeth Haysom          | Voice role     |
| ۲۰۱۷ | Have Had                         | Grace                     | Short film     |
| ۲۰۱۷ | ویرجینیای شیرین                  | Lila                      |                |
| ۲۰۱۷ | خانه‌های متحرک                    | Ali                       |                |
| ۲۰۱۷ | من غول می‌کشم                     | Karen                     |                |
| ۲۰۱۸ | سن بیرون                         | Joan                      |                |
| ۲۰۱۹ | هنر دفاع شخصی                    | Anna                      |                |
| ۲۰۱۹ | ویواریوم                         | Gemma                     |                |
| ۲۰۱۹ | قلعه در زمین                     | Ana                       |                |
| ۲۰۱۹ | کریسمس سیاه                      | Riley Stone               |                |
| ۲۰۲۰ | پدر                              | Laura                     |                |
| ۲۰۲۰ | خروج فرانسه                      |                           |                |

### تلویزیون
| سال  | عنوان                  | نقش            | یادداشت            |
| ---- | ---------------------- | -------------- | ------------------ |
| 2004 | Casualty               | Alice Thornton | قسمت: "Love Bites" |
| 2010 | Bouquet of Barbed Wire | Prue Sorenson  | سه قسمت            |

## جوایز و نامزدها
| سال  | تشویق                                  | دسته‌بندی                                                                                       | نامزد کار                       |
| ---- | -------------------------------------- | ---------------------------------------------------------------------------------------------- | ------------------------------- |
| ۲۰۰۷ | جایزه فیلم مستقل انگلیس                | امیدوار کننده تازه‌وارد                                                                         | 28 هفته بعد                     |
| ۲۰۱۱ | جایزه روزنامه نگاران اتحادیه زنان فیلم | بیشترین اختلاف سنی عجیب بین مرد پیشرو و علاقه به عشق (با مایکل داگلاس به اشتراک گذاشته شده‌است) | مرد انفرادی                     |
| ۲۰۱۲ | جایزه جشنواره بین‌المللی فیلم همپتون    | مجری پیشرفت                                                                                    | شوالیه جام                      |
| ۲۰۱۳ | جایزه فیلم مستقل انگلیس                | بهترین بازیگر نقش مکمل زن                                                                      | نگاه عشق                        |
| ۲۰۱۶ | Fright Meter Award                     | بهترین بازیگر نقش مکمل زن                                                                      | اتاق سبز                        |
| ۲۰۱۸ | جایزه لورنس اولیویه                    | بهترین بازیگر نقش اول                                                                          | چه کسی از ویرجینیا وولف می‌ترسد؟ |